# دبلية (لباس)

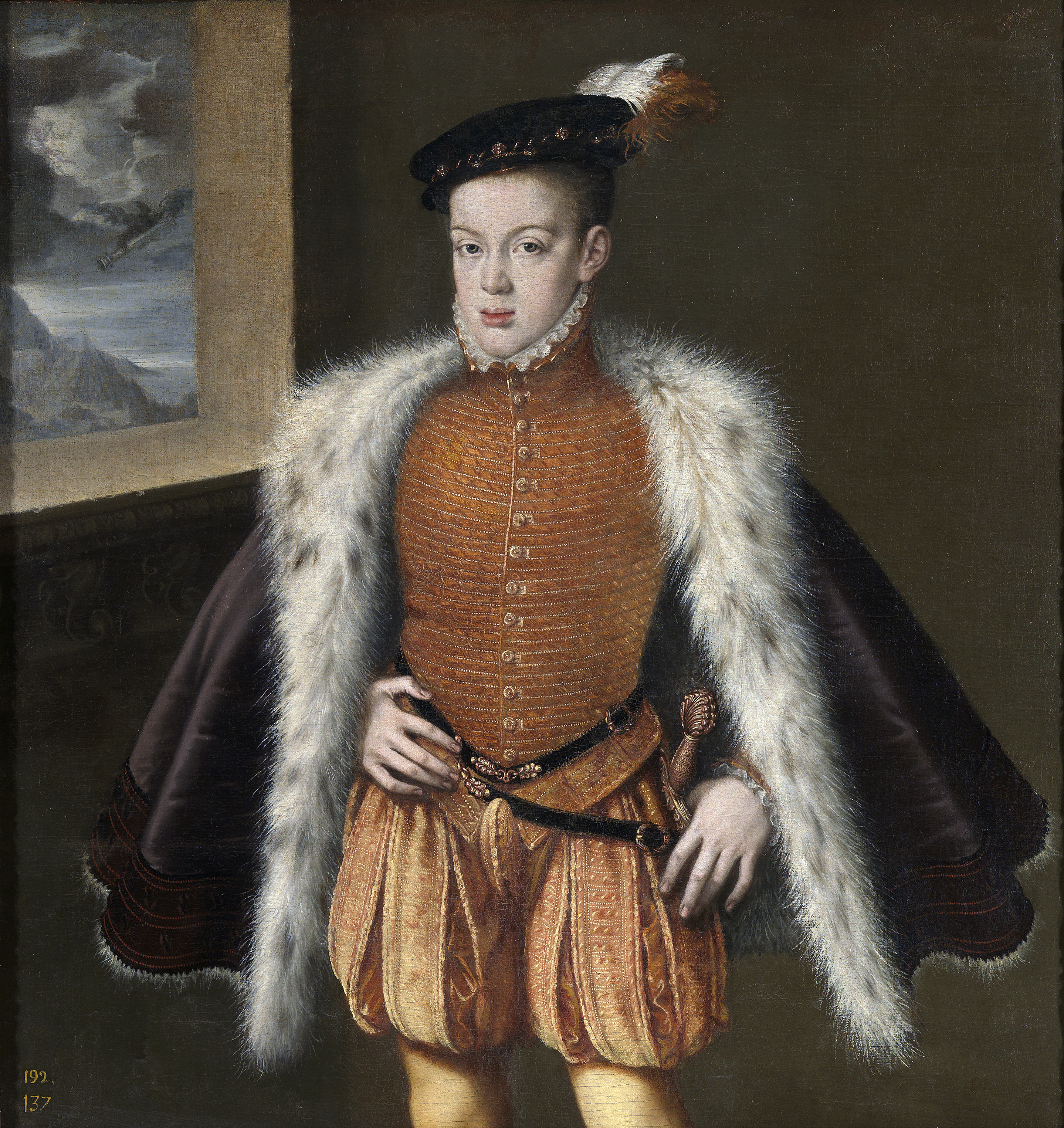
كارلوس أمير أستورياس يرتدي دبلية، في لوحة ألونسو سانشيز كويلو.

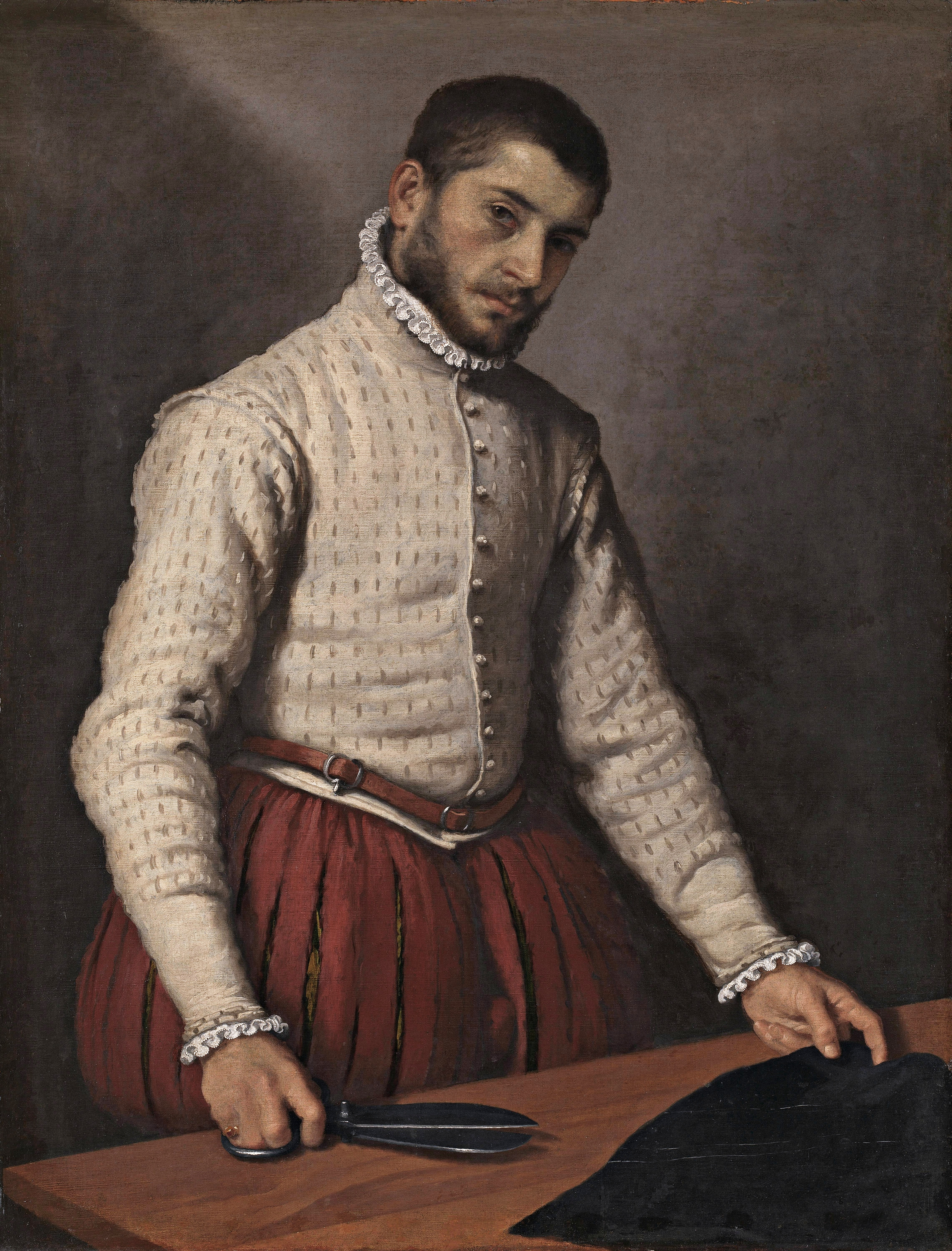
خياط مجهول الهوية عام 1570 م في صورة جيوفاني باتيستا موروني الشهيرة

الدَّبْلِيَّة أو الثنائية (بالإنجليزية:  Doublet)‏ هي سترة ضيقة كان يرتديها الرجال. بدأت في إسبانيا وانتشرت إلى أوروبا الغربية في أواخر العصور الوسطى وبقيت حتى القرن السابع عشر. وكانت الدبلية تُرتدى على قميص. حتى نهاية القرن الخامس عشر، كانت تُرتدى الدبلية عادة تحت طبقة أخرى من الملابس.
في الأصل كانت الدبلية مجرد بطانة مبطنة "مضاعفة"، تلبس تحت درع أو لمنع الكدمات. كانت الفتحات تفتح في بعض الأحيان على محيط الخصر في شكل V عميق.
طوال الـ 300 عام من استخدامه، استعملت البداية من أجل إظهار شكل متناسق للجسم، وتوفير الدفء للجسم. الأشياء الوحيدة التي تغيرت حول الدبلية عبر تاريخها كانت خياطتها. كانت جزءا من الموضة حتى القرن السابع عشر.

## روابط خارجية
- الدبلية في القرن الخامس عشر